# Abastumani
Abass-Tumàn ou Abastumani (em georgiano:  აბასთუმანი) é uma cidade da Geórgia. A cidade é conhecida por ter sido a vanguarda do desenvolvimento astronômico durante o século XIX pelo Império Russo, o irmão de Nicolau II da Rússia, Georgy Romanov, um astrônomo amador, foi quem levou as primeiras ondas de cientistas astrônomos para Abastumani.
A cidade ainda foi palco de grande interesse pela Astronomia, tanto pelo seu passado quanto por sua localidade, assim recebeu seu primeiro observatório em 1932, durante domínio da União Soviética. O primeiro telescópio instalado - um refrator Zeiss de 40 cm de 1937 - é um dos únicos dois ainda em atividade. Grandes cientistas trabalharam no local como Evgeni Kharadze, Roman Kiladze e Mikhail Vashakidze.